# Parafia św. Jana Vianneya w Manly
Parafia św. Jana Vianneya w Manly – parafia rzymskokatolicka, należąca do archidiecezji Brisbane.
Przy parafii funkcjonuje katolicka szkoła podstawowa św. Jana Vianneya.